# فان هيلاري
وليام فاندربول هيلاري (بالإنجليزية: William Vanderpool Hilleary)‏ المعروف عادة باسم فان هيلاري (بالإنجليزية: Van Hilleary)‏ (ولد في 20 يونيو 1959 في دايتون، تينيسي، الولايات المتحدة) سياسي جمهوري من ولاية تينيسي.
خدم في خدمتين متطوعتين أثناء عملية درع الصحراء وعملية عاصفة الصحراء. بينما كان في حرب الخليج الثانية حلقت هيلاري في 24 بعثة على طائرة من طراز لوكهيد سي-130 هيركوليز.